# Kijów (województwo opolskie)
Kijów (niem. Kaindorf) – wieś w Polsce położona w województwie opolskim, w powiecie nyskim, w gminie Otmuchów.
Integralną częścią miejscowości jest Zawsie.
W latach 1975–1998 miejscowość administracyjnie należała do ówczesnego województwa opolskiego.
Na podstawie dekretu Polskiego Komitetu Wyzwolenia Narodowego z dnia 31 sierpnia 1944 roku zostały utworzone miejsca odosobnienia, więzienia i ośrodki pracy przymusowej dla „hitlerowskich zbrodniarzy oraz zdrajców narodu polskiego”. Obóz pracy nr 114 Ministerstwo Bezpieczeństwa Publicznego utworzyło w Kijowie.

## Nazwa
W księdze łacińskiej Liber fundationis episcopatus Vratislaviensis (pol. Księga uposażeń biskupstwa wrocławskiego) spisanej za czasów biskupa Henryka z Wierzbna w latach 1295–1305 miejscowość wymieniona jest w formie Kyow w szeregu wsi lokowanych na prawie polskim iure polonico, z których biskupstwo pobierało dziesięcinę Nota decimas polonicales.

## Turystyka
15 lipca 2010, w ramach organizowanego w Prudniku VI Europejskiego Tygodnia Turystyki Rowerowej, w którym wzięli udział rowerzyści z całej Europy, przez Kijów prowadziła trasa „Szlakiem błogosławionej Marii Luizy Merkert”.

### Szlaki rowerowe
Przez Kijów prowadzi szlak rowerowy:
- Trasa rowerowa PTTK nr 60-c: Prudnik – Prudnik, Osiedle Tysiąclecia – Lipno – Prudnik-Las – Dębowiec – Pokrzywna – Jarnołtówek – Konradów – Głuchołazy – Kolonia Jagiellońska – Gierałcice – Biskupów – Burgrabice – Kijów – Gościce